# Dinotoxine
Les dinotoxines sont l'ensemble des toxines produites par les dinophytes (aussi appelés dinoflagellés), protistes aquatiques flagellés et unicellulaires.
Ce terme générique fut introduit par Hardy et Wallace en 2012 pour désigner l'ensemble des toxines produites par les dinophytes, groupe important et extrêmement diversifié d'organismes marins. La diversité des dinophytes s'accompagne d'une grande diversité de toxines, même si quelques-unes de celles-ci (ou leurs dérivés) sont communes à plusieurs espèces.

## Fonction
Les dinotoxines peuvent être produites dans un but précis : faciliter la capture d'aliments ou agir comme défense contre les prédateurs. Elles pourraient également être de simples sous-produits du métabolisme de l'organisme.

## Génétique
La génétique moléculaire de la synthèse des dinotoxines n'est pas encore bien comprise, mais on sait cependant que la voie de synthèse des polycétides impliquant la polycétide synthase (PKS) est associée à la production des dinotoxines. Les toxines libérées par les dinophytes incluent généralement des polysaccharides sulfatés. Une toxine commune, la saxitoxine, empêche le passage des ions sodium à travers la membrane plasmique par les canaux sodium.

## Formes de toxicité
Les dinophytes ne produisent généralement de toxines qu'en faible quantité. Cependant, en grande concentration, leurs toxines possèdent une toxicité élevée pour un grand nombre d'espèces de poissons, crustacés et mollusques marins et affectent le système nerveux des animaux, dont l'homme, qui consomment ces espèces empoisonnées ou boivent de l'eau contaminée,.
Lorsque l'environnement favorise la prolifération, lors des marées rouges ou des efflorescences algales toxiques, les dinophytes peuvent produire des quantités de dinotoxines à une concentration élevée, susceptibles d'entraîner la disparition des poissons et la contamination des mollusques et crustacés. Celle-ci est responsable de nombreuses intoxications chez l'homme, telles que l'intoxication paralysante par les fruits de mers, l'intoxication diarrhéique par les fruits de mer, l'intoxication neurologique par les fruits de mer et la ciguatera.
Les dinotoxines n'impactent pas seulement les écosystèmes marins, mais aussi l'économie. Leur impact économique va croissant d'année en année en raison de la consommation plus élevée de fruits de mer et du tourisme littoral.

## Toxines communes
On estime qu'il existe plus de cent dinotoxines. Les trois plus communes, produites par une grande variété de dinophytes, sont présentées ci-dessous.
Les saxitoxines et les gonyautoxines sont des neurotoxines mortelles causant l'intoxication paralysante par les fruits de mer,,. La saxitoxine B1 devient létale aux concentrations allant de 86 à 788 µg par kilogramme de poids corporel, tandis que la gonyautoxine devient létale à une concentration de 411 µg par kilogramme de poids corporel.
Les yessotoxines (YTXs) sont des composés polyéthers disulfatés. Puissantes cytotoxines, elles perturbent les fonctions antitumorales du complexe E-cadhérine - caténine des cellules épithéliales.

## Applications
Les dinotoxines sont d'une grande importance pour de nombreux domaines de recherche comme la chimie, la toxicologie et le biomédical.
Avec la croissance économique du secteur des produits de la mer, l'intérêt des scientifiques pour les dinotoxines s'est accru. L'étude de ces toxines permet aux scientifiques de mettre en place des tests évaluant les niveaux de toxicité du poisson et des fruits de mers avant leur consommation.
Il est également possible de développer des anticorps contre les dinotoxines pouvant se révéler efficaces lors d'efflorescences toxiques ou sur le terrain.
Certaines dinotoxines sont utiles pour la gestion de la douleur,.
Ces toxines pourraient avoir des effets thérapeutiques et pourraient trouver d'autres usages en médecine : utilisation en tant qu'antiviraux, antibactériens et antioxydants, neutralisation des radicaux libres, contrôle de l'inflammation et l'élimination des tumeurs,. Ils peuvent également agir comme anticoagulants, biolubrifiants et empêcher les microorganismes pathogènes de se lier aux membranes cellulaires grâce à leur pouvoir antiadhésif.